# Roberto Lopes (ur. 1992)
Roberto Lopes znany jako Pico (ur. 17 czerwca 1992 w Crumlin) – kabowerdyjski piłkarz grający na pozycji środkowego obrońcy. Od 2017 jest zawodnikiem klubu Shamrock Rovers.

## Kariera klubowa
Swoją piłkarską karierę Pico rozpoczynał w juniorach takich klubów jak: Home Farm, Belvedere i Bohemian. W 2011 roku został zawodnikiem pierwszego zespołu Bohemian. 4 marca 2011 zadebiutował w jego barwach w League of Ireland Premier Division w wygranym 3:1 wyjazdowym meczu z Bray Wanderers. W zespole Bohemian grał do końca 2016 roku.
W styczniu 2017 Pico został piłkarzem Shamrock Rovers. Swój debiut w nim zanotował 24 lutego 2017 w przegranym 1:2 wyjazdowym meczu z Dundalk. Wraz z Shamrock Rovers wywalczył dwa mistrzostwa Irlandii w sezonach 2020 i 2021 i wicemistrzostwo w sezonie 2019 oraz zdobył Puchar Irlandii w sezonie 2019.
| Sezon | Klub            | Kraj     | Rozgrywki                          | Mecze | Gole |
| ----- | --------------- | -------- | ---------------------------------- | ----- | ---- |
| 2011  | Bohemian        | Irlandia | League of Ireland Premier Division | 3     | 0    |
| 2012  | Bohemian        | Irlandia | League of Ireland Premier Division | 15    | 0    |
| 2013  | Bohemian        | Irlandia | League of Ireland Premier Division | 30    | 1    |
| 2014  | Bohemian        | Irlandia | League of Ireland Premier Division | 30    | 0    |
| 2015  | Bohemian        | Irlandia | League of Ireland Premier Division | 31    | 0    |
| 2016  | Bohemian        | Irlandia | League of Ireland Premier Division | 31    | 2    |
| 2017  | Shamrock Rovers | Irlandia | League of Ireland Premier Division | 25    | 1    |
| 2018  | Shamrock Rovers | Irlandia | League of Ireland Premier Division | 29    | 4    |
| 2019  | Shamrock Rovers | Irlandia | League of Ireland Premier Division | 35    | 3    |
| 2020  | Shamrock Rovers | Irlandia | League of Ireland Premier Division | 15    | 3    |
| 2021  | Shamrock Rovers | Irlandia | League of Ireland Premier Division | 27    | 1    |

## Kariera reprezentacyjna
W reprezentacji Republiki Zielonego Przylądka Pico zadebiutował 10 października 2019 w wygranym 2:1 towarzyskim meczu z Togo, rozegranym w Fos-sur-Mer. W 2022 roku został powołany do kadry na Puchar Narodów Afryki 2021. Na tym turnieju rozegrał cztery mecze: grupowe z Etiopią (1:0), z Burkiną Faso (0:1), z Kamerunem (1:1) i w 1/8 finału z Senegalem (0:2).